# Sanger (Texas)
Sanger és una població dels Estats Units a l'estat de Texas. Segons el cens del 2000 tenia 4.534 habitants.

## Demografia
Segons el cens del 2000, Sanger tenia 4.534 habitants, 1.645 habitatges, i 1.220 famílies. La densitat de població era de 557,5 habitants per km².
Dels 1.645 habitatges en un 43,1% hi vivien nens de menys de 18 anys, en un 55,1% hi vivien parelles casades, en un 12,9% dones solteres, i en un 25,8% no eren unitats familiars. En el 21,9% dels habitatges hi vivien persones soles el 8,6% de les quals corresponia a persones de 65 anys o més que vivien soles. El nombre mitjà de persones vivint en cada habitatge era de 2,72 i el nombre mitjà de persones que vivien en cada família era de 3,17.
Per edats la població es repartia de la següent manera: un 30,6% tenia menys de 18 anys, un 9,1% entre 18 i 24, un 31,5% entre 25 i 44, un 19,1% de 45 a 60 i un 9,7% 65 anys o més.
L'edat mediana era de 32 anys. Per cada 100 dones de 18 o més anys hi havia 87 homes.
La renda mediana per habitatge era de 40.380 $ i la renda mediana per família de 43.828 $. Els homes tenien una renda mediana de 32.220 $ mentre que les dones 22.662 $. La renda per capita de la població era de 17.840 $. Aproximadament el 5,2% de les famílies i el 6,3% de la població estaven per davall del llindar de pobresa.

## Poblacions més properes
El següent diagrama mostra les poblacions més properes.